# Santo Stefano Lodigiano
Santo Stefano Lodigiano (bis 1916 Santo Stefano al Corno) ist eine Gemeinde mit 1839 Einwohnern (Stand 31. Dezember 2023) in der Provinz Lodi in der italienischen Region Lombardei.
Die Nachbarorte von Santo Stefano Lodigiano sind Caselle Landi, Corno Giovine, Fombio, Maleo, Piacenza, San Fiorano und San Rocco al Porto.

## Ortsteile
Im Gemeindegebiet liegen neben dem Hauptort die Fraktion Franca-San Rocco, sowie die Wohnplätze Chiavicone, Filolungo, Resmina II und Valmezzano.